# Palpita tsisabiensis
Palpita tsisabiensis là một loài bướm đêm trong họ Crambidae.